# NGC 3502
NGC 3502 este o galaxie situată în constelația Cupa. A fost descoperită în  de către Francis Leavenworth. Se află la o distanță de 67,09 de megaparseci de Pământ.